# Mario (nombre)
Mario es un nombre propio masculino derivado del nombre etrusco «Maris» (el dios Marte) y del latín «Marius», que era utilizado por los miembros de la gens —agrupación civil de varias familias romanas— "Maria". La grafía española coincide con la italiana. La versión en portugués del nombre se escribe Mário, con el acento sobre la "a" (para resaltar la pronunciación de la "a" al ser una palabra esdrújula en ese idioma), mientras que el grafismo en griego es «Μάριος» (Marios).
En el santoral católico aparecen dos Marios, el noble persa martirizado en Roma a finales del siglo IV, y el obispo helvético de Avéntico.

## Versiones
- Diminutivo: Mariocito, Mariecito, Martillo, Marito, Mayito, Mariete.

| Versiones en otros idiomas | Versiones en otros idiomas |
| -------------------------- | -------------------------- |
| Español                    | Mario                      |
| Francés                    | Marius                     |
| Inglés                     | Mario                      |
| Portugués                  | Mário                      |
| Ruso                       | Марио                      |
| Italiano                   | Mario                      |
| Griego                     | Μάριος (Marios)            |
|                            |                            |